# Al Qūşīyah
Al Qūşīyah är en ort i Egypten.   Den ligger i guvernementet Asyut, i den centrala delen av landet, 290 km söder om huvudstaden Kairo. Al Qūşīyah ligger 54 meter över havet och antalet invånare är 68 394.
Terrängen runt Al Qūşīyah är platt åt sydväst, men åt nordost är den kuperad. Runt Al Qūşīyah är det mycket tätbefolkat, med 1 956 invånare per kvadratkilometer. Al Qūşīyah är det största samhället i trakten. Trakten runt Al Qūşīyah består till största delen av jordbruksmark.